# Villeneuve-sur-Auvers
Villeneuve-sur-Auvers ist eine Gemeinde im Département Essonne in der Region Île-de-France in Frankreich. Sie hat 595 Einwohner (Stand: 1. Januar 2022). Villeneuve-sur-Auvers gehört zum Arrondissement Étampes und zum Kanton Étampes.
Die Einwohner werden Villeneuvois genannt.

## Geographie
Villeneuve-sur-Auvers liegt etwa 43 Kilometer südlich des Zentrums von Paris im Regionalen Naturpark Gâtinais français.

### Nachbargemeinden
Umgeben ist Villeneuve-sur-Auvers von den Nachbargemeinden Auvers-Saint-Georges im Norden und Westen, Janville-sur-Juine im Norden, Cerny im Nordosten, Boissy-le-Cutté im Osten sowie Bouville im Süden und Südosten.

## Bevölkerungsentwicklung
| Jahr      | 1962 | 1968 | 1975 | 1982 | 1990 | 1999 | 2006 | 2019 |
| Einwohner | 256  | 272  | 285  | 307  | 496  | 601  | 628  | 604  |

## Sehenswürdigkeiten
- Trou de Sarrazin, prähistorische Höhle, seit 1972 Monument historique
- Kirche Saint-Thomas-Beckett aus dem 15. Jahrhundert, seit 1948 Monument historique

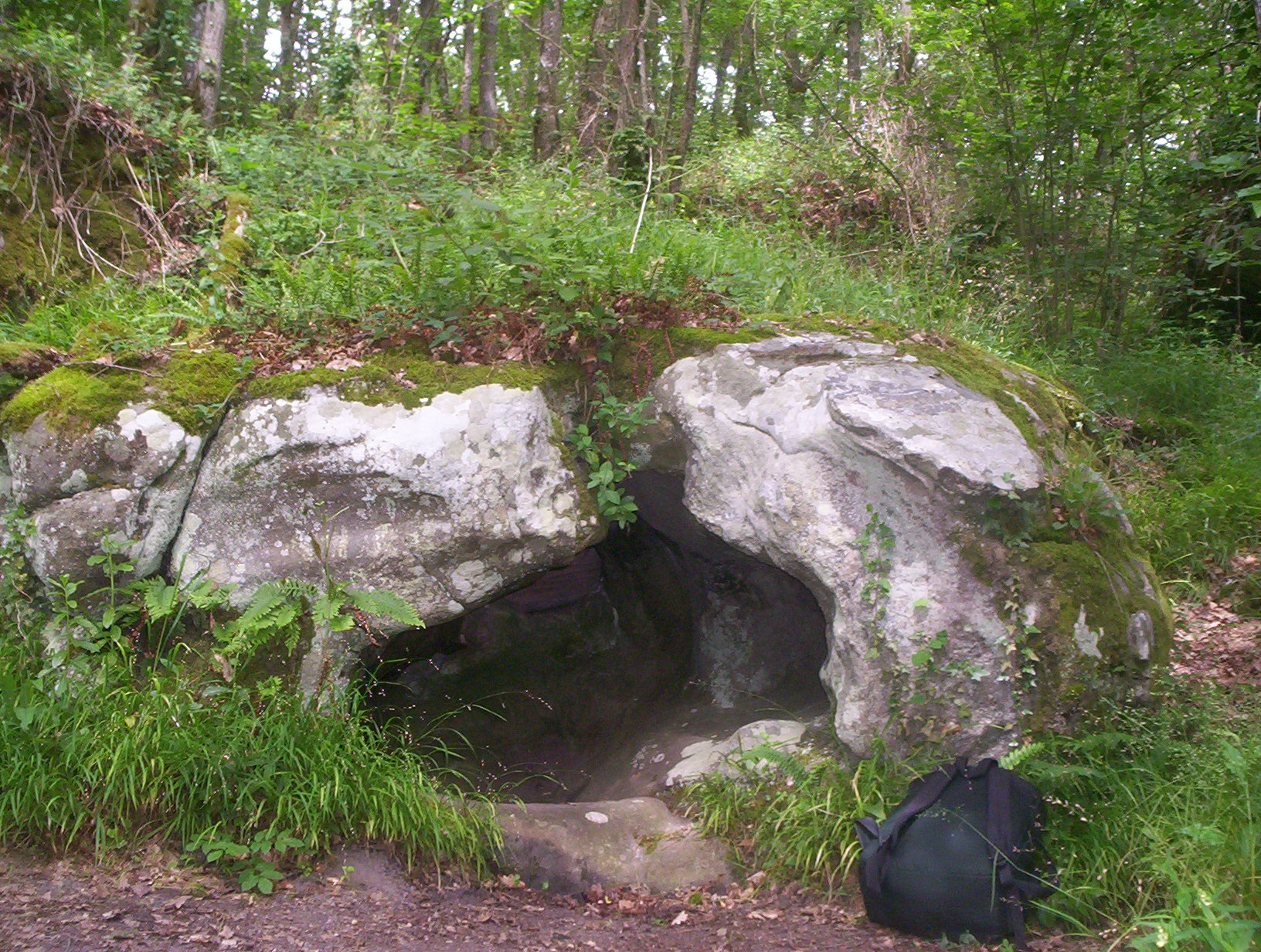
Trou de Sarrazin
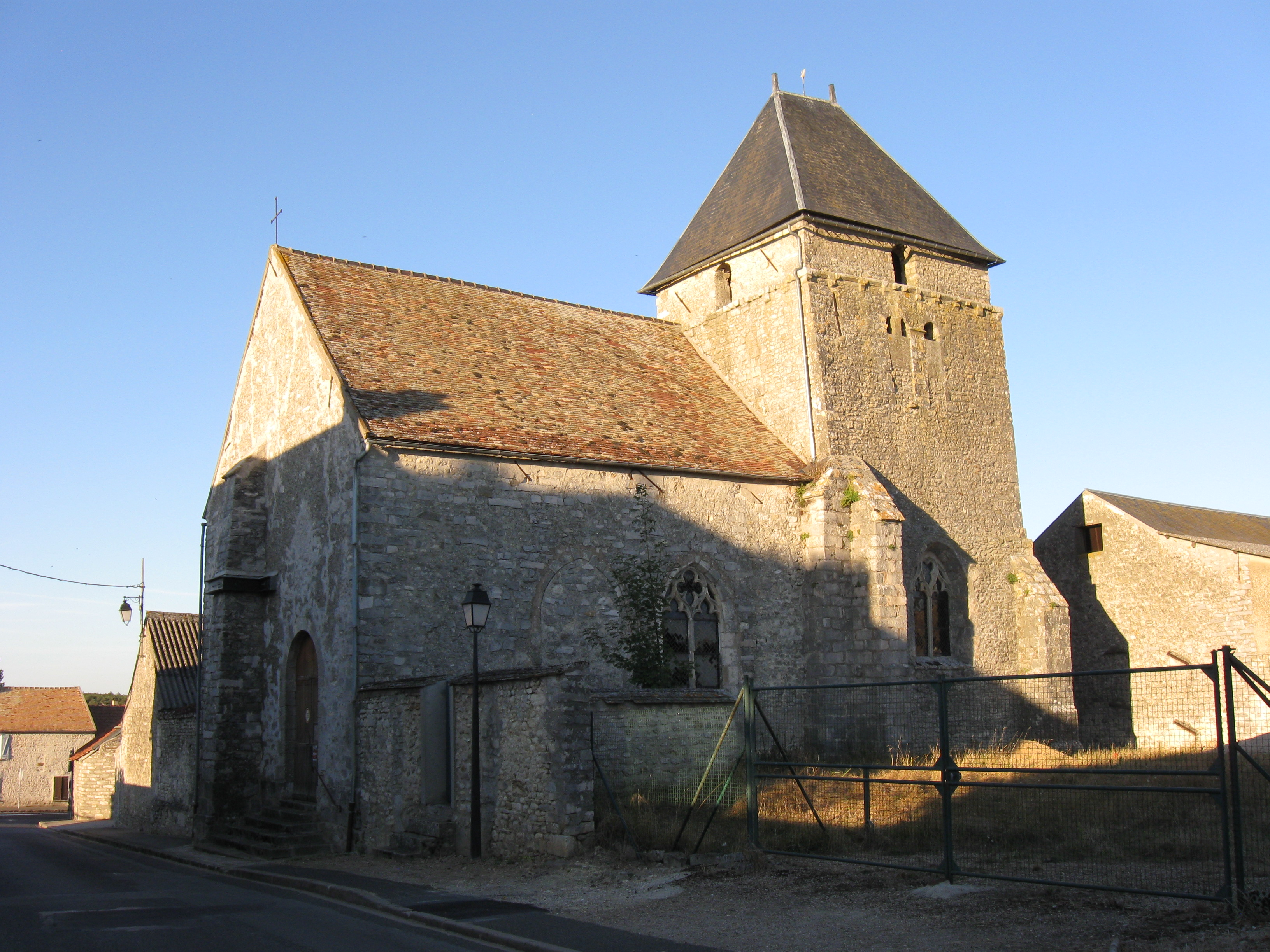
Kirche Saint-Thomas-Beckett